# Bernard Revel (rabbin)
Ne doit pas être confondu avec Bernard Revel (journaliste).
Bernard (Dov) Revel est un érudit et rabbin orthodoxe américain du XXe siècle (Kaunas, 17 septembre 1885 - New York, 2 décembre 1940).
Il fut le premier président du Yeshiva College, de 1915 à son décès en 1940. La Bernard Revel Graduate School of Jewish Studies de l'université Yeshiva a été nommée en son honneur.

## Biographie

### Jeunes années
Bernard Revel est né à Pren, une ville près de Kovno, actuellement sise en Lituanie, mais appartenant à l'époque à la Russie. Son père, Nachum Shraga Revel, rabbin de la communauté locale, érudit de renom et ami proche du rabbin Yitzchak Elchanan Spektor, est aussi son premier maitre.
Bernard Revel étudie brièvement à la yeshiva de Telz, suivant les cours du directeur de la yeshiva, le Rav Yossef Leib Bloch, ainsi que du Rav Yitzchak Blazer, figure éminente du mouvement du Moussar. Il étudie ensuite au kollel de Kovno, également proche de ce mouvement. 
Il reçoit sa semikha (ordination rabbinique) à l'âge de seize ans. 
Peu après, le jeune érudit obtient son diplôme d'une haute école russe, ayant apparemment étudié en autodidacte. Il participe aussi à la révolution russe de 1905, à la suite de laquelle il est arrêté et incarcéré. Libéré au bout d'un an, il émigre aux États-Unis.

### Aux États-unis
Dès son arrivée, Bernard Revel s'inscrit à la yeshiva du futur Rabbi Isaac Elchanan Theological Seminary (RIETS) de New York. Présenté à Sarah Travis en 1908, il l'épouse en 1909, passant la même année une maîtrise en arts à l'université de New York en 1909. Il est invité par le rabbin Bernard Levinthal, l'un des plus importants rabbins de l'époque et président de l'Union of Orthodox Rabbis, à le rejoindre en Philadelphie, comme secrétaire et assistant. Ce poste permet au jeune immigré de se familiariser avec les communautés juives américaines. Après avoir abandonné des études de droit, Bernard Revel obtient son grade de docteur en philosophie du Dropsie College. Sa thèse a pour titre The Karaite Halakhah and Its Relation to Sadducean, Samaritan, and Philonian Halakhah.
Il rejoint après sa thèse la famille de son épouse, dans l'Oklahoma. Les Travis, affiliés au mouvement hassidique de Loubavitch, sont des riches industriels du pétrole, assurant au rabbin Revel, qui travaille pour son beau-frère Salomon, de subvenir largement à ses besoins sans négliger l'étude de la Torah.

En 1915, Harry Fischel, directeur du comité directorial du RIETS nouvellement refondé, demande à Bernard Revel d'en devenir le premier président et rosh yeshiva.

## Œuvres
Bernard Revel est membre du présidium de l'Union of Orthodox Rabbis à partir de 1924, et sera ultérieurement nommé président honoraire. Outre sa thèse de doctorat, il écrit de nombreux articles sur des sujets juifs dans divers périodiques, dont la Jewish Quarterly Review, Yagdil Torah, Ha-Pardes, et dans des feuillets destinés aux étudiants de yeshiva. Il avait également commencé un commentaire sur le Talmud de Jérusalem en Philadelphie, mais il n'a jamais été publié. 
Il est aussi éditeur associé de l'encyclopédie Otzar Yisrael.
En 1935, il devient le premier vice-président de la Jewish Academy of Arts and Sciences.